# Star-Lord
Star-Lord (alter ego Petera Jasona Quilla) – superbohater, występujący w amerykańskich komiksach wydawanych przez Marvel Comics. Postać została stworzona przez Steve Engleharta i Steve’a Gana. Pojawiła się po raz pierwszy w Marvel Preview# 4 (styczeń 1976). Jest synem ludzkiej kobiety, Meredith, oraz przedstawiciela rasy Spartoi o imieniu J'son. Quill przybiera miano Star-Lorda, międzyplanetarnego policjanta.
Bohater pełnił znaczącą rolę w fabułach takich komiksów jak Annihilation (2006), Annihilation: Conquest (2007), War of Kings (2008) i The Thanos Imperative (2009). W 2008 stał się liderem kosmicznego zespołu superbohaterów o nazwie Strażnicy Galaktyki. Pojawiał się w serialach animowanych, zostały stworzone zabawki z tą postacią oraz karty kolekcjonerskie.
W Filmowym Uniwersum Marvela gra go Chris Pratt. Postać pojawiła się w filmach Strażnicy Galaktyki (2014), Strażnicy Galaktyki vol. 2 (2017), Avengers: Wojna bez granic (2018), Avengers: Koniec gry (2019). W pierwszych dwóch filmach w młodego Petera wciela się Wyatt Oleff. Pratt będzie odgrywał tę postać także w filmie Strażnicy Galaktyki Vol. 3.

## Historia publikacji
Postać po raz pierwszy pojawiła się w czarno-białym czasopiśmie  Marvel Preview# 4 (styczeń 1976). Twórca Steve Englehart miał duże plany dotyczące postaci, które nigdy nie zostały zrealizowane. Na swojej stronie podał, że Peter z nieprzyjemnego, introwertycznego człowieka miał zmienić się w najbardziej kosmiczną istotę we wszechświecie. Po tym jednak, jak postać zaczęła swoją przygodę na Ziemi, opuścił Marvel Comics, więc nikt nigdy nie poznał jego dalszych losów, które zaplanował dla niego twórca.
Postać dalej pojawiała się w czasopiśmie, a pisarz, Chris Claremont, przerobił postać, inspirując się powieściami science-fiction, takimi jak książki z serii Heinlein juveniles. Prawnicy związani z tą historią zagrozili wydawcy postępowaniem sądowym w związku z okładką Marvel Preview#11, która zawierała napis „a novel-length science fiction spectacular in the tradition of Robert A. Heinlein”, co doprowadziło do przedruku tego numeru. W ciągu następnych kilku lat postać pojawiała się sporadycznie w takich tytułach jak Marvel Comics Super Special, Marvel Spotlight i Marvel Premiere.
W grudniu 2020 roku potwierdzono, że postać jest biseksualna.